# Addo Paul Hovinga
Addo Paul Hovinga (Oostwold, 9 februari 1892 - Groningen, 4 februari 1972) was burgemeester van de gemeente Scheemda en waarnemend burgemeester van de gemeente Midwolda. Hij werd na de Tweede Wereldoorlog veroordeeld wegens collaboratie met de Duitse bezetter.

## Biografie
Hovinga was een zoon van de landbouwer Ties Siebolt Hovinga (1864-1938) en Anje Bastiaans (1865-1950). Hij was gehuwd met Anje Kiers, dochter van de landbouwer Hero Kiers en Berendina Geertruda Hilbrandie uit Oude Pekela.
Hovinga bezocht de lagere school in Oostwold en daarna twee jaren lang de lagere school in Raamsdonksveer. Vervolgens doorliep hij de Middelbare Handelsschool te Winschoten, de Rijkslandbouwwinterschool te Goes en de Landwirtschaftsschule te Hildesheim. In 1912 ging hij in militaire dienst en maakte de mobilisatie (1914-18) mee als onderofficier van instructie. Na zijn dienstplicht was hij lid van de reserve, de Vrijwillige Landstorm. Naast zijn landbouwerschap was hij bestuurslid in diverse landbouworganisaties. Hovinga ontpopte zich tot een actieve boerenbestuurder, maar was ook een strijdbaar nationaalsocialist. Hij was in mei 1935 lid van de NSB geworden. Toen hij in januari 1941 niet werd herkozen als bestuurslid van de Landbouwvereniging Beerta, maakte de NSB er een groot punt van door te suggereren dat hij als NSB'er binnen de organisatie niet meer welkom was. Binnen de partij was hij blokleider en agrarisch raadsman. Zijn dochter was leidster van de nationaalsocialistische Boerenschool "Gaasterland" te Rijs en zijn zoon wachtmeester bij de WA. 
In 1942 solliciteerde Hovinga - op aandrang van de NSB - naar de functie van burgemeester van Scheemda. Hij werd op 6 juni 1942 officieel geïnstalleerd en vervulde dit ambt tot april 1945. Daarnaast werd hij in maart 1944 waarnemend burgemeester van Midwolda. Na de bevrijding werd hij gearresteerd en ontheven van zijn functies.
Drie huizen dragen sinds enkele jaren de namen "Geloof, Hoop en Liefde". In het huis dat nu "Liefde" heet, woonde tijdens de
bezetting de NSB-burgemeester Hovinga. Hier werd hij direct na de bevrijding gearresteerd. De mannen van de BS konden ternauwernood voorkomen dat Hovinga gemolesteerd werd. Met een bord om zijn hals werd hij vervolgens door het dorp gevoerd, waarna hij gevangen werd gezet. Eerder had hij een tijd in het – toen lege – huis van het joodse gezin van Geuns gewoond, hetgeen men hem kwalijk nam.
In 1947 werd Hovinga door de Groninger Kamer van het Bijzonder Gerechtshof te Leeuwarden veroordeeld tot 20 jaar gevangenisstraf, met aftrek van voorarrest. Er was levenslang geëist. In cassatie werd hij in december 1948 veroordeeld tot vijftien jaar. Hovinga joeg op illegale werkers, arresteerde deze en stak een boerderij, waarin onderduikers verborgen waren in brand. Twee van de gearresteerde dwangarbeiders, de elektricien Meinto Edens (1912-1945) en de aannemer Wijgchert Baas (1905-1944), kwamen in het Duitse concentratiekamp Neuengamme om het leven.